# Jantar
Jantar je fosilizirana smola. Smola iz dreves se na zraku strdi in sčasoma fosilizira, nemalokrat pa se v smolo prilepi tudi mrčes ali druga živalca. Starost jantarja je lahko do 260 milijonov let. Taki koščki jantarja so danes izredno dragoceni in cenjeni. 

## Ponaredki
Jantar pogosto ponarejajo iz umetnih mas, včasih pa le »izboljšajo« pravega - ker je najbolj cenjen prozoren jantar, z različnimi postopki neprozornega »zbistrijo«. V ta namen ga »kuhajo«, pri čemer odstranijo plinaste in tekočinske vključke. »Kuhan« jantar spoznamo po značilnih okroglih tankih ploščatih napetostnih vključkih, ki jih pogosto vidimo s prostim očesom.
Jantar, »narejen« iz umetne mase, spoznamo tako, da se ga dotaknemo z razžarjeno iglo. Ponaredek zasmrdi po plastiki, jantar pa po kadilu. V nasičeni raztopini soli jantar plava, ponaredki pa potonejo.

## Tradicionalna uporaba
Kot zdravilni kamen in amulet ga uporabljajo že vsaj 7000 let. Simbolizira sonce in duhovno povezanost. Psevdo - Dionizij Areopagit je menil, da vsebuje jantar kvalitete zlata in srebra. V preteklosti so ga veliko uporabljali za lajšanje glavobolov, bolezni grla, ušes in oči. Vonj zažganega jantarja naj bi prinašal moč jasnovidnosti.